# Pectis sinaloensis
Pectis sinaloensis là một loài thực vật có hoa trong họ Cúc. Loài này được Fernald mô tả khoa học đầu tiên năm 1897.